# Прокопов Євген Йосипович
Прокопов Євген Йосипович (нар. 4 травня 1950, Київ) — український скульптор, член Національної спілки художників України, Заслужений художник Української РСР (1989). Син живописця  Прокопова Йосипа Федоровича
Член Національної Спілки художників України (1978), Міжнародного центру скульптури (2022). Закінчив Київський художній інститут (1975; майстерня В. Бородая), аспірантуру Академії мистецтв СРСР (Москва, 1980). Працює в галузі монументальної та станкової скульптури з різноманітними матеріалами: бронзою, алюмінієм, каменем.

## Творчість
Один з перших почав використовувати дзеркальну поліровану сталь, а в рельєфах — випадкові ефекти гальванічних мідних пластин. У своєму Біблейському циклі Євген Прокопов першим винайшов унікальний метод, поєднавши декілька шарів часу в одному творі мистецтва, прийшовши до того, що й теоретики Extended Reality (XR).
На початку творчості надавав перевагу сюжетним композиціям та портретам, у 1990-х роках перейшов у пластиці до змістовної метафори та лаконічної форми. Основні теми — філософське осмислення людського буття, сили духу, материнства, любові, класичні релігійні сюжети. Творам П. притаманні максимальне використання властивостей матеріалу, акцент на поверхнях, авангардні прийоми «розірваної форми» й просторових пауз, що дозволяють передати глибинні смисли через узагальнені символічні форми. Віртуозно вибудовує скульптури з найдрібніших фрагментів, кожен з яких може бути збільшений до нескінченності та стати самостійним твором мистецтва. Автор низки пам’ятників в Україні та за кордоном. Учасник всеукраїнських та закордонних мистецьких виставок від 1978. Відбулося понад 20 персональних виставок в Україні, США (Чикаго, 1996), Німеччині (Ляйпциг, 1990), Данії (Оденсе, 1992). Від 1996 працює як в Чикаго, так і в Києві. Деякі твори зберігаються в Національному музеї «Київська картинна галерея», Національному художньому музеї України (Київ), Українському національному музеї й Українському інституті сучасного мистецтва в Чикаго, Третьяковській галереї у Москві, Меморіальному центрі Голокосту в м. Фармінґтон-Гіллз, Музеї біблійного мистецтва в м. Даллас (обидва — США), Хялеській церкві в Оденсе.
У 2004 році його велика бронзова скульптура «Велосипедисти» (у співавторстві з Миколою Олійником) була продана на аукціоні Sotheby's.

## Основні твори
- бронзова фігура музи архітектури на фасаді Центрального будинку художника (1978);
- пам'ятник на могилі українського перекладача, мовознавця і поліглота Миколи Лукаша (1988);
- пам'ятник Тарасу Шевченку «Прометей» в Київському державному музеї Т. Шевченка (1988);
- пам'ятник «Жертвам за Віру» на території Михайлівського Золотоверхого монастиря  (1988);
- пам'ятник «Шлях пізнання» («Атланти»)  біля корпусу фізичного факультету Київського національного університету імені Тараса Шевченка, присвячений студентам та викладачам КДУ (1989);
- композиція «Єдність віри», м. Райнгардтсдорф-Шена, Німеччина (1989);
- «Оплакування» («П’єта») у Тернополі (1990),
- композиція «Благовіщення», м. Женева, Швейцарія (1990);
- композиція «Червоний квадрат» («Індустріальний шторм»), Бруклайн, США (2001).
- «Два велосипедисти» (у співавторстві з Миколою Олійником), Музей Чімей[en], Тайнань, Тайвань. (2004).
- «До Перемоги!» («Велосипедисти») у м. Тайбей (Тайвань, 2008);
- пам'ятник Патріарху Йосифу Сліпому в Чикаго, США (2009).
- пам'ятник на вшанування Небесної сотні та всіх загиблих Героїв України, м. Блумінгдейл (Bloomingdale, Illinois), поблизу Чикаго, (США) (2015).

## Галерея

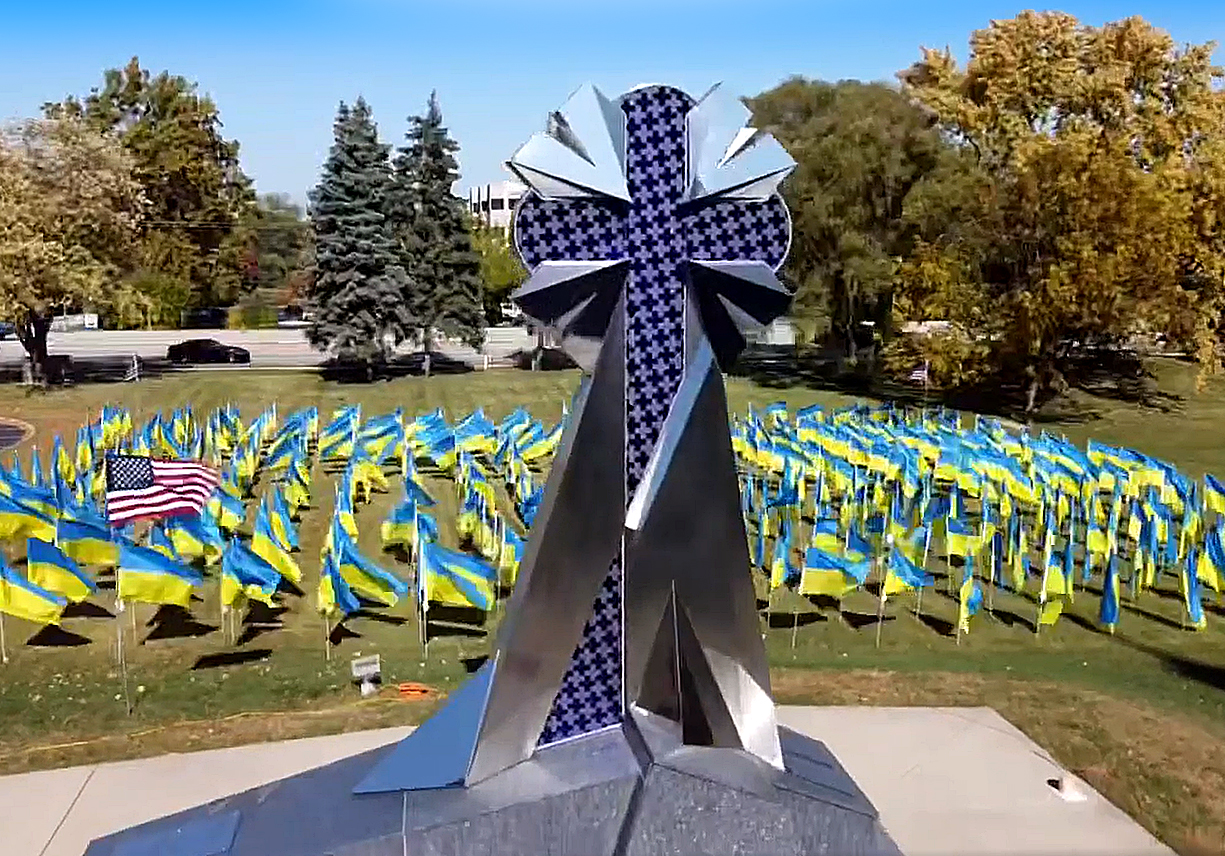
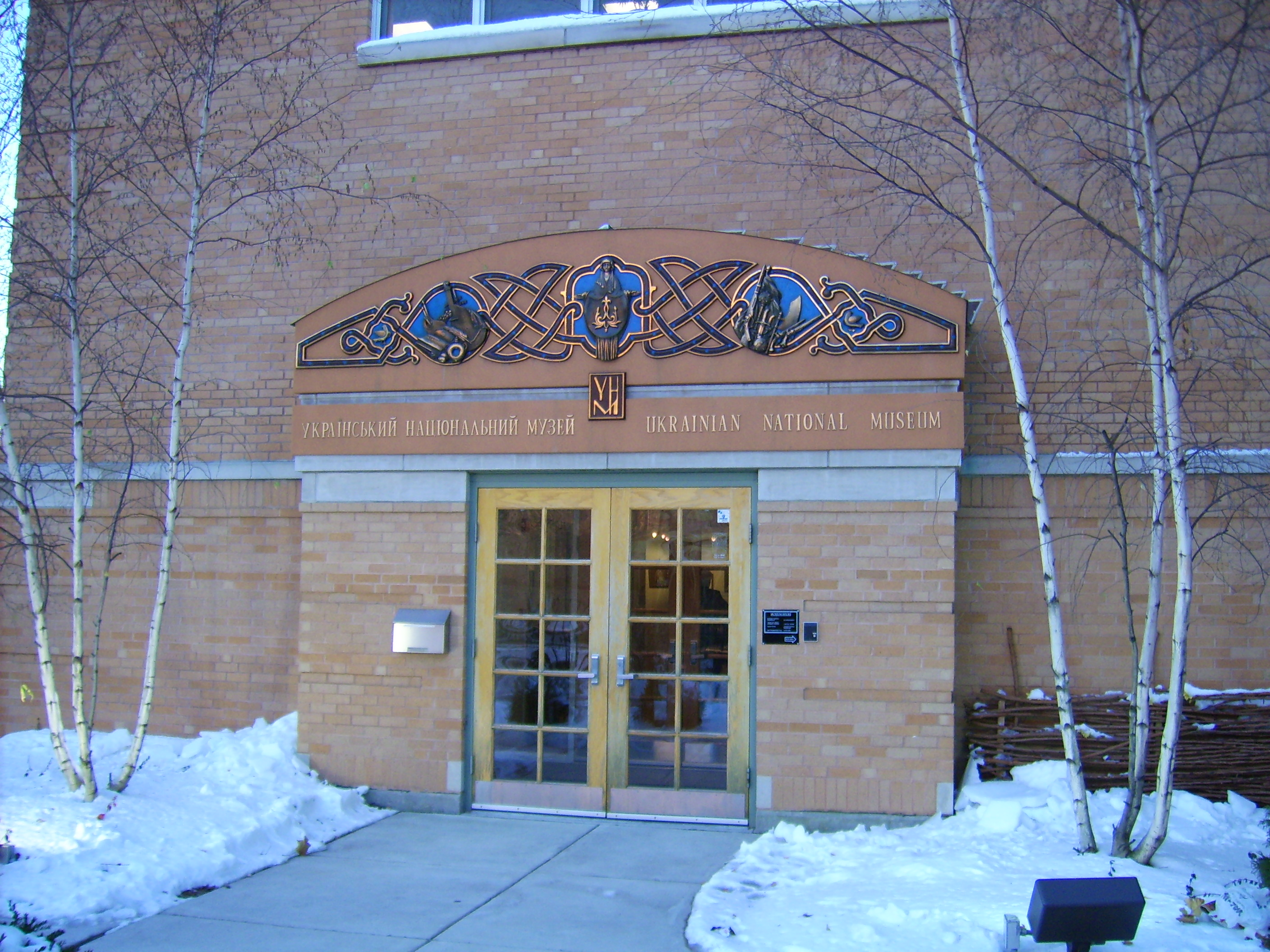
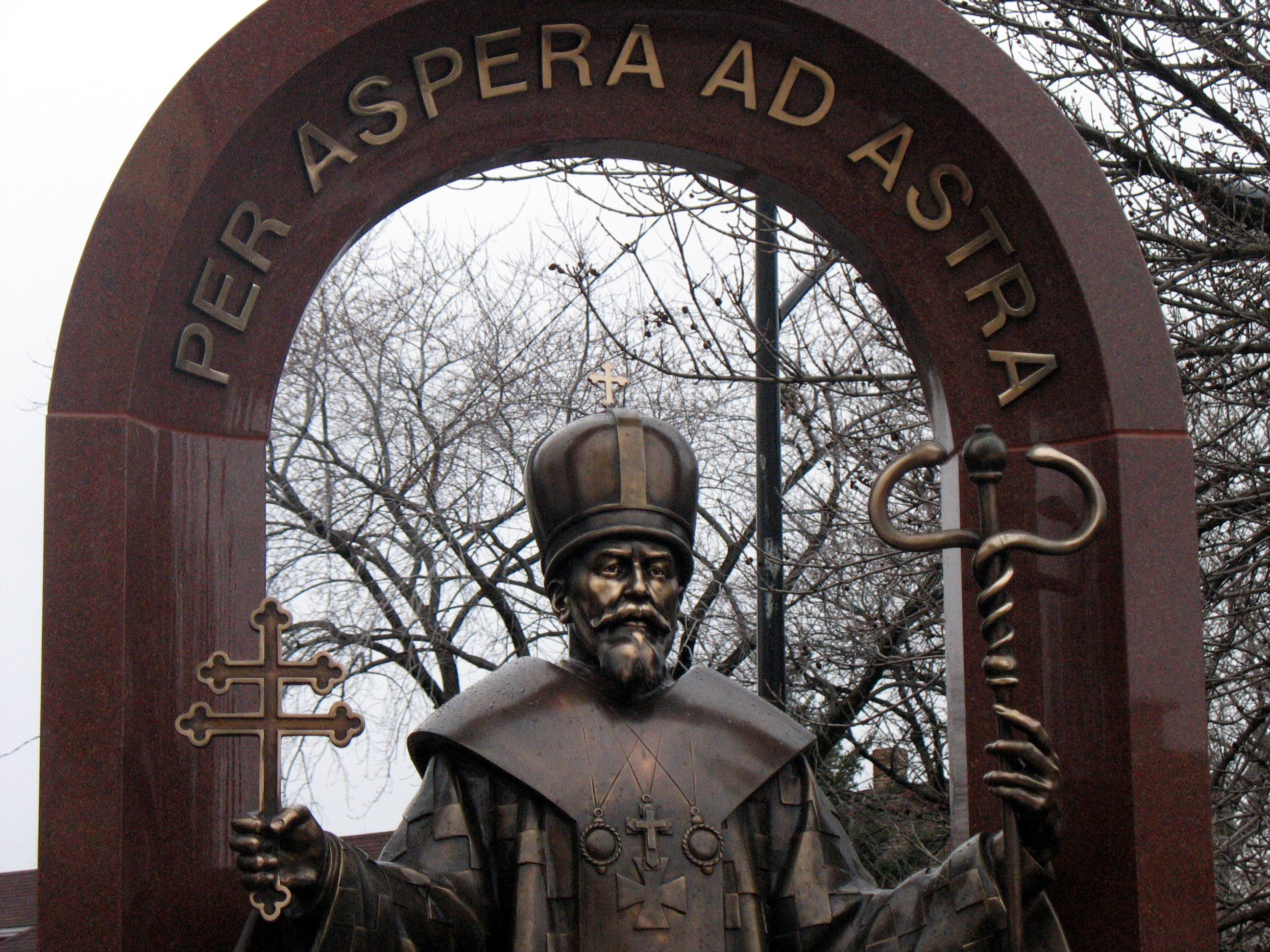
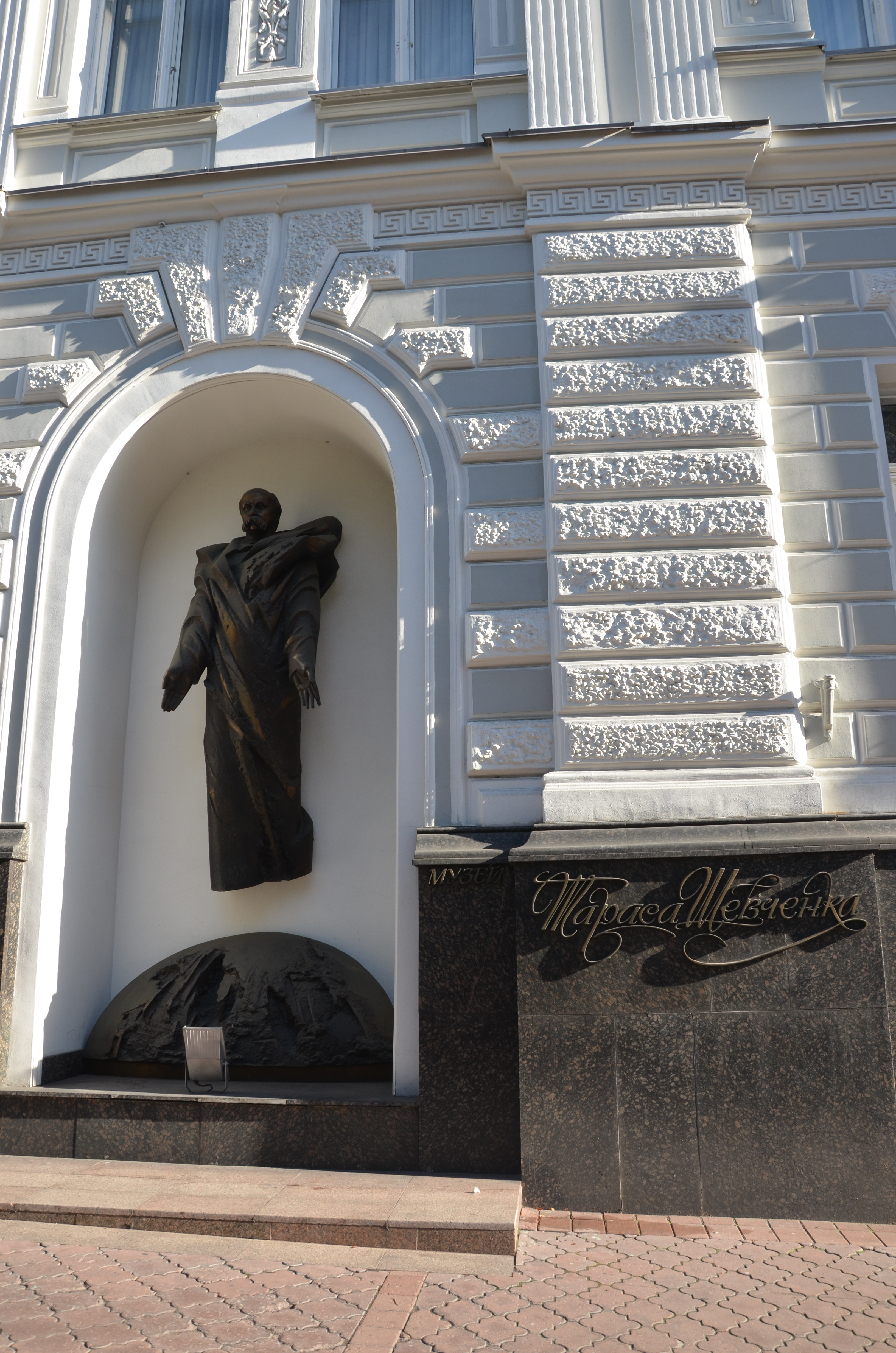

## Критика
Відомий київський скульптор Євген Прокопов давно захоплює шанувальників образотворчого мистецтва високою професійністю і змістовністю своїх творів. Його фігуративні композиції приваблюють витонченою пластикою і драматичною напругою втілених почуттів-роздумів над сутністю буття, тлінністю людини і трагічністю її земного шляху. Митець безпомилково схоплює і кожним нервом відчуває ті протиріччя, які одвічно розтерзують душу людини: прагнення до краси і гармонії — і недосконалість її плотської оболонки, жадання любові — і самотність духу, високі злети творчої наснаги — і така ж велика сила руйнівного інстинкту.— Людмила Лисенко, 
Образи - символи досягли довершеності каліграфічної змістовності знаку.  Винахідливість Є. Прокопова як пластика дозволяє вважати його талановитим продовжувачем авангардизму О. Архипенка.— Ольга Петрова, Спадкоємець Архипенка (або Призначення митця)